# Медовець новогвінейський
Медо́вець новогвінейський (Lichmera alboauricularis) — вид горобцеподібних птахів родини медолюбових (Meliphagidae). Ендемік Нової Гвінеї.

## Підвиди
Виділяють два підвиди:
- L. a. alboauricularis (Ramsay, EP, 1878) — південний схід острова;
- L. a. olivacea Mayr, 1938 — північ острова.

## Поширення і екологія
Новогвінейські медовці живуть в рівнинних тропічних лісах, чагарникових і мангрових заростях, в парках і на плантаціях.